# Železniční trať Těšín – Frýdek-Místek
Železniční trať Těšín – Frýdek-Místek, v jízdním řádu pro cestující označená číslem 322, je jednokolejná mezistátní regionální trať o délce 30 km (česká strana 27 km + polská strana 3 km), propojující trať Bohumín–Čadca s tratí Ostrava – Valašské Meziříčí na české straně a na polské trať do Čechovic-Dědic a Katovic). V integrovaném systému ODIS jsou vlaky vedeny jako linka S7. Provoz na trati byl zahájen 1. června 1888. Do budoucna je plánována elektrizace trati.
Od 13. prosince 2015 začaly některé osobní vlaky z Frýdku-Místku zajíždět až do polské stanice Cieszyn, v prvním roce obnoveného provozu jezdilo šest párů vlaků po celý týden, později až devět. Dopravu na polském území zajišťuje polský dopravce Koleje Śląskie. Přitom v tomto městě vlaky, jezdící do Českého Těšína nazývané „Cieszynka“, přestaly zastavovat od 13. prosince 2009.
V polském Cieszyně došlo k rekonstrukci vlakového a autobusového nádraží a nyní slouží jako integrovaný přestupní uzel. Celá rekonstrukce, která stála 17 milionů zlotých (v přepočtu asi 107 milionů korun), byla dokončena v roce 2018.

## Historie trati
Trať byla původně součástí Dráhy měst moravských a slezských z Kojetína přes Těšín do Bílska kterou vlastnila společnost Severní dráha císaře Ferdinanda. Rakousko-Uherská vláda si totiž uvědomovala, že hlavní spojnice Vídeň – Krakov vede nepříjemně blízko pruského území a v případě další války s Pruskem může být velice rychle přerušena. Severní dráha proto dostala mj. za úkol vybudovat paralelní spojení s Haličí, které bude více ve vnitrozemí.
V roce 1887 proto Severní dráha císaře Ferdinanda odkoupila již existující železnice na plánované trase: úseky Kroměříž – Bystřice pod Hostýnem, Valašské Meziříčí – Krásná a Frýdlant – Frýdek. Současně zahájila dobudování úseků Kojetín – Kroměříž, Bystřice pod Hostýnem – Valašské Meziříčí, Krásná – Frýdlant a Frýdek – Bílsko. Stávající úseky byly opraveny a dřevěné mosty byly nahrazeny ocelovými. Provoz na celé trati v délce 180 km mezi městy Kojetín – Bílsko byl slavnostně zahájen 1. června 1888 jako tzv. Moravsko-slezská dráha měst.
Po vzniku republiky úsek trati Těšín – Bílsko připadl Polsku. Úsek z Kojetína do Valašského Meziříčí je nyní značena jako samostatná trať číslo 303 a úsek Valašské Meziříčí – Frýdek-Místek je nyní součástí trati číslo 323 do Ostravy.

## Navazující tratě

### Cieszyn
- Trať 147 (PLK) Cieszyn – Katowice

### Český Těšín
- Železniční trať Bohumín–Čadca
- Železniční trať Ostrava-Svinov – Český Těšín

### Frýdek-Místek
- Železniční trať Ostrava – Valašské Meziříčí

## Stanice a zastávky

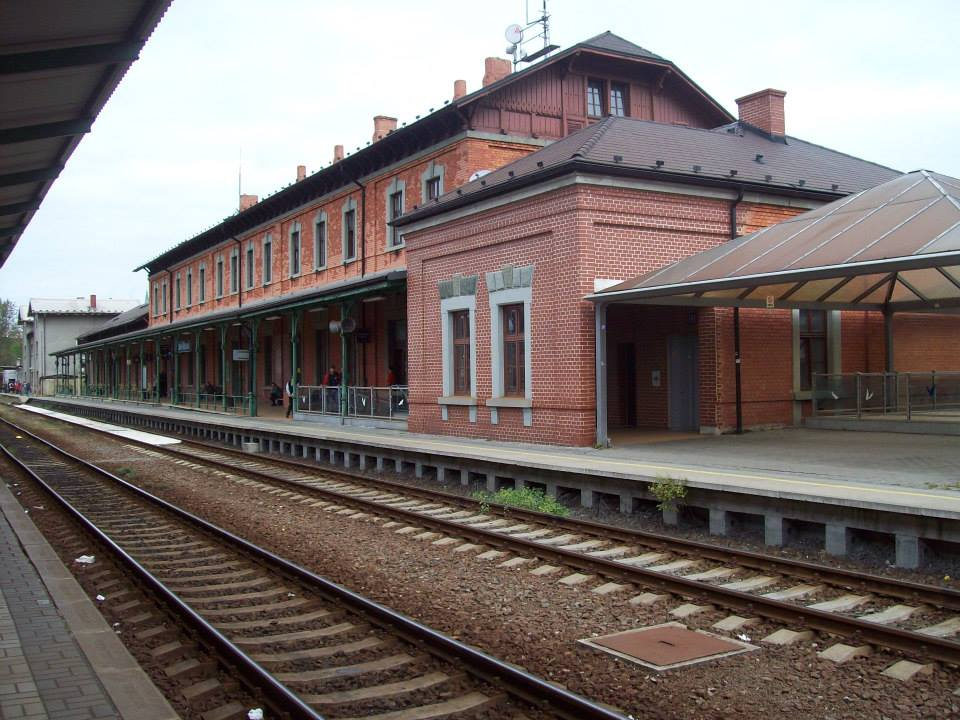
Frýdek-Místek
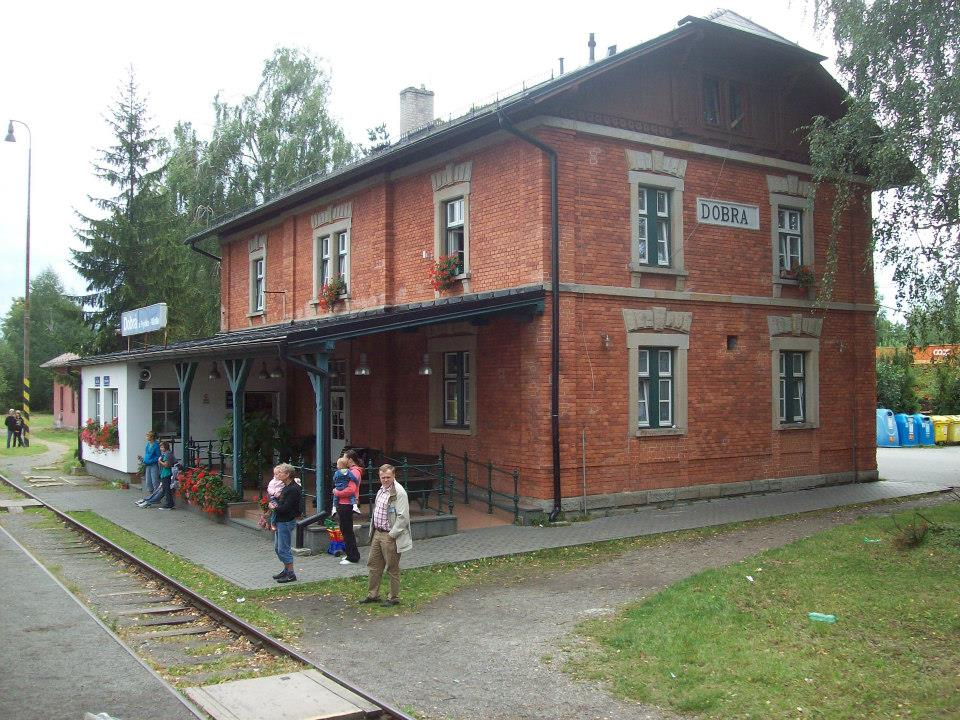
Dobrá u Frýdku-Místku
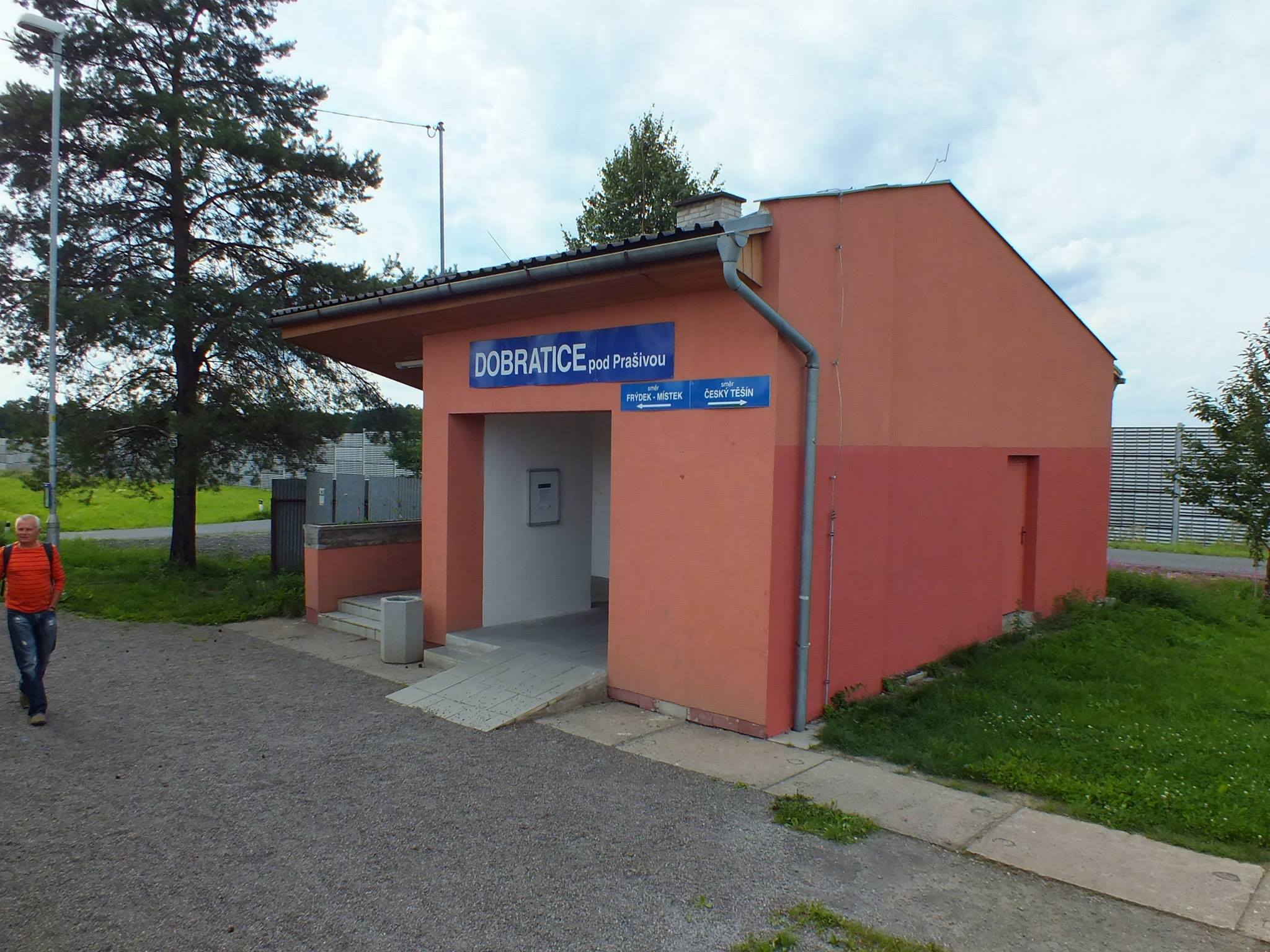
Dobratice-Vojkovice
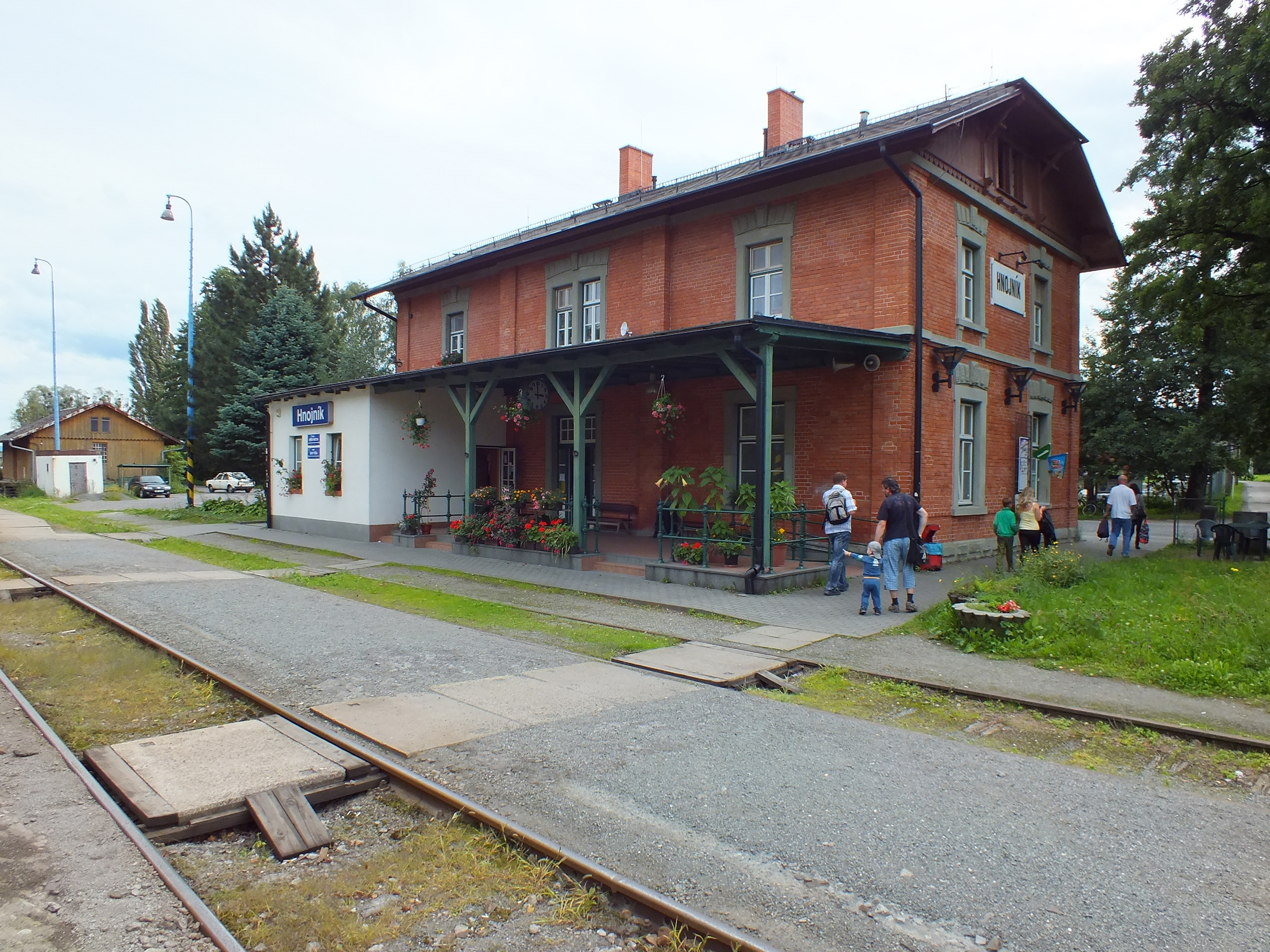
Hnojník
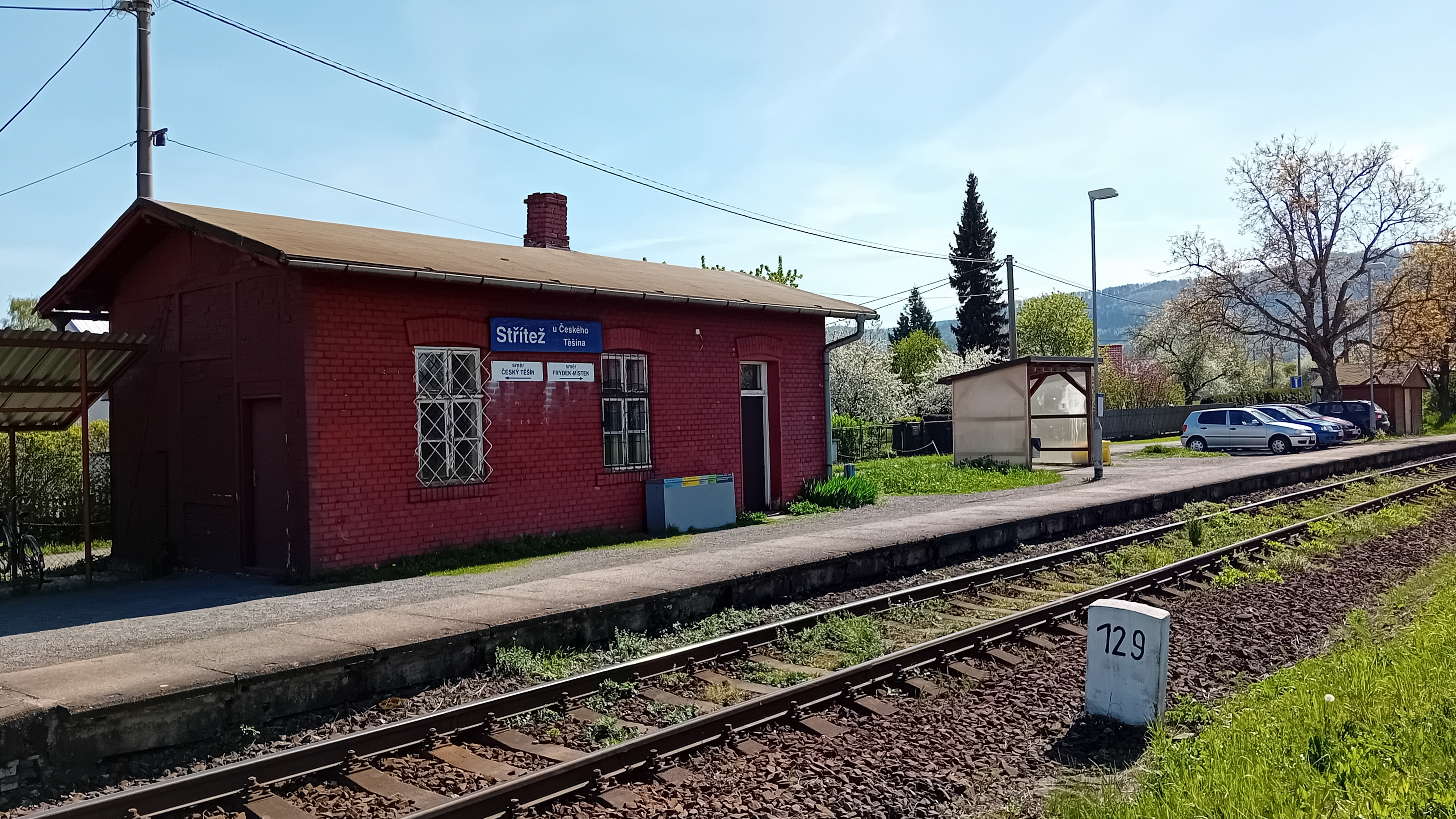
Střítež u Českého Těšína
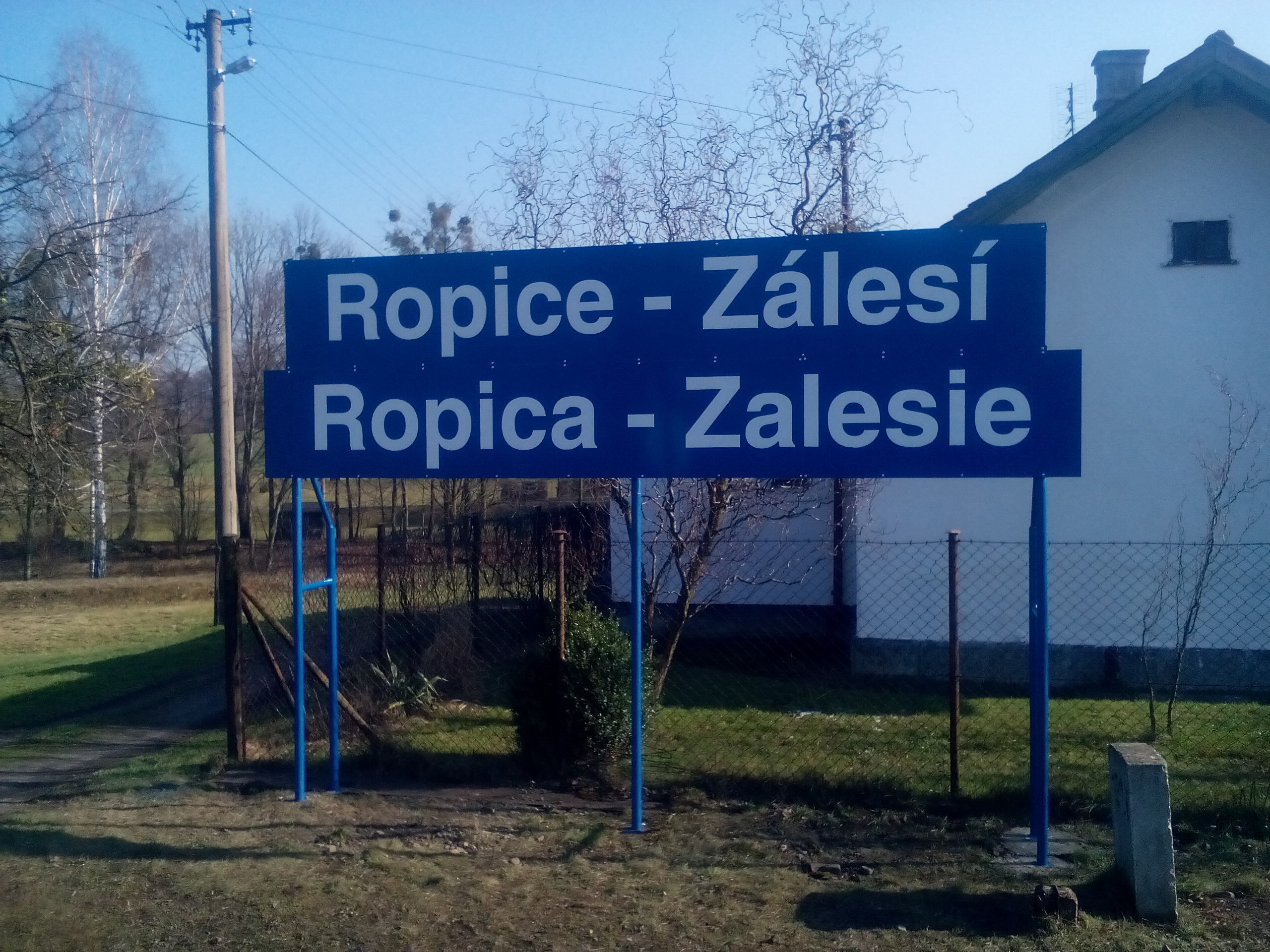
Ropice-Zálesí  (Ropica-Zalesie)
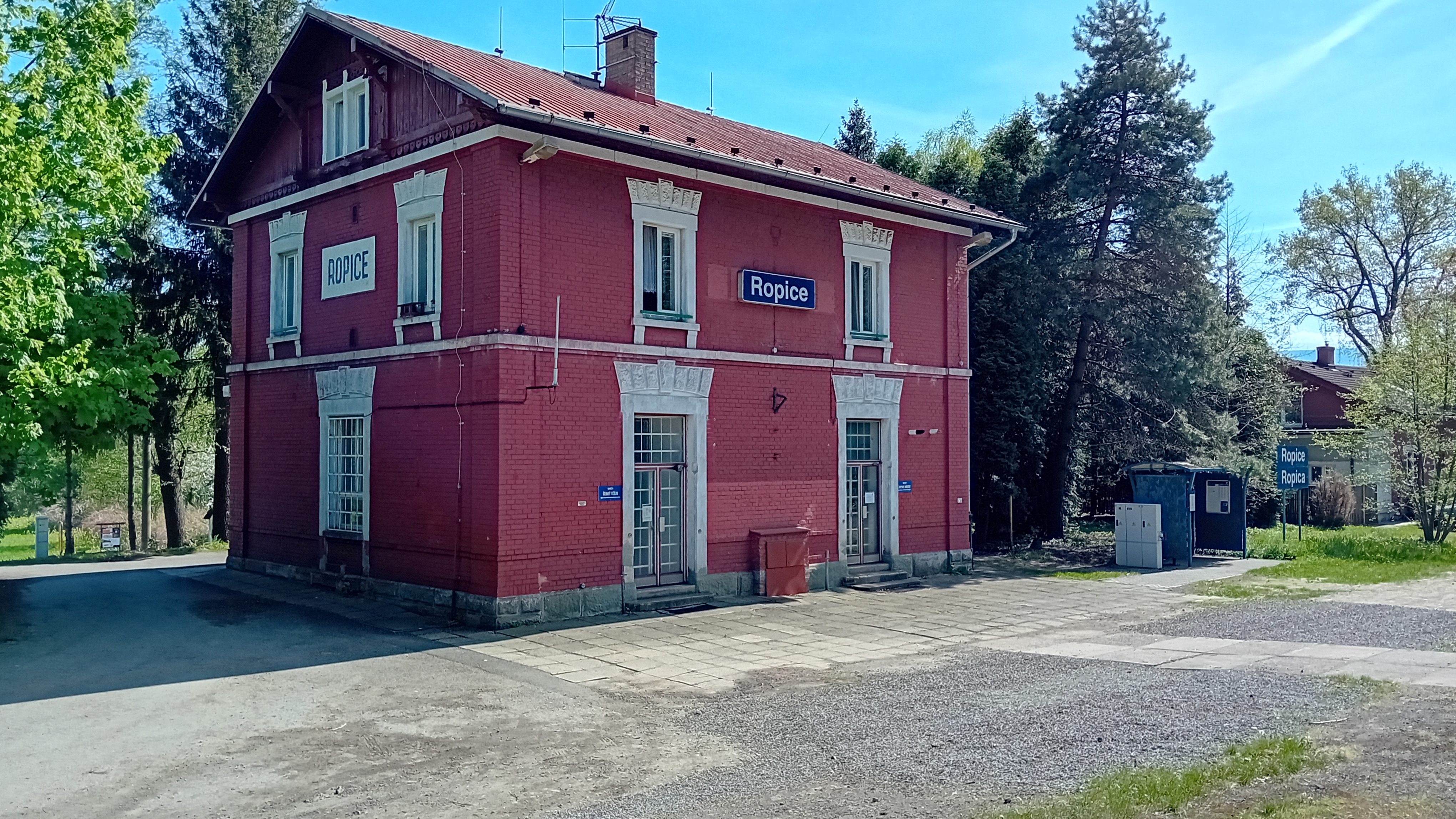
Ropice
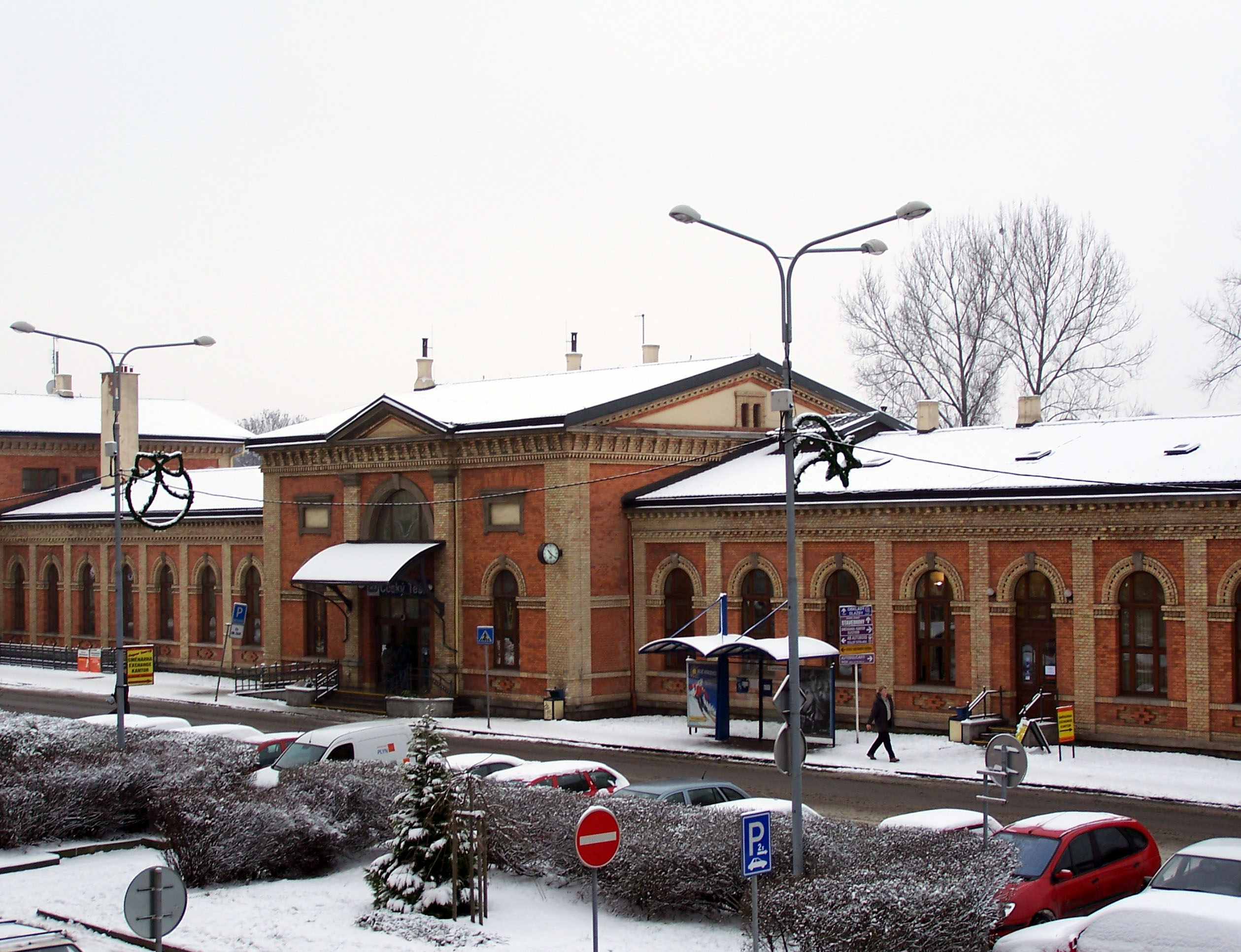
Český Těšín (Czeski Cieszyn)
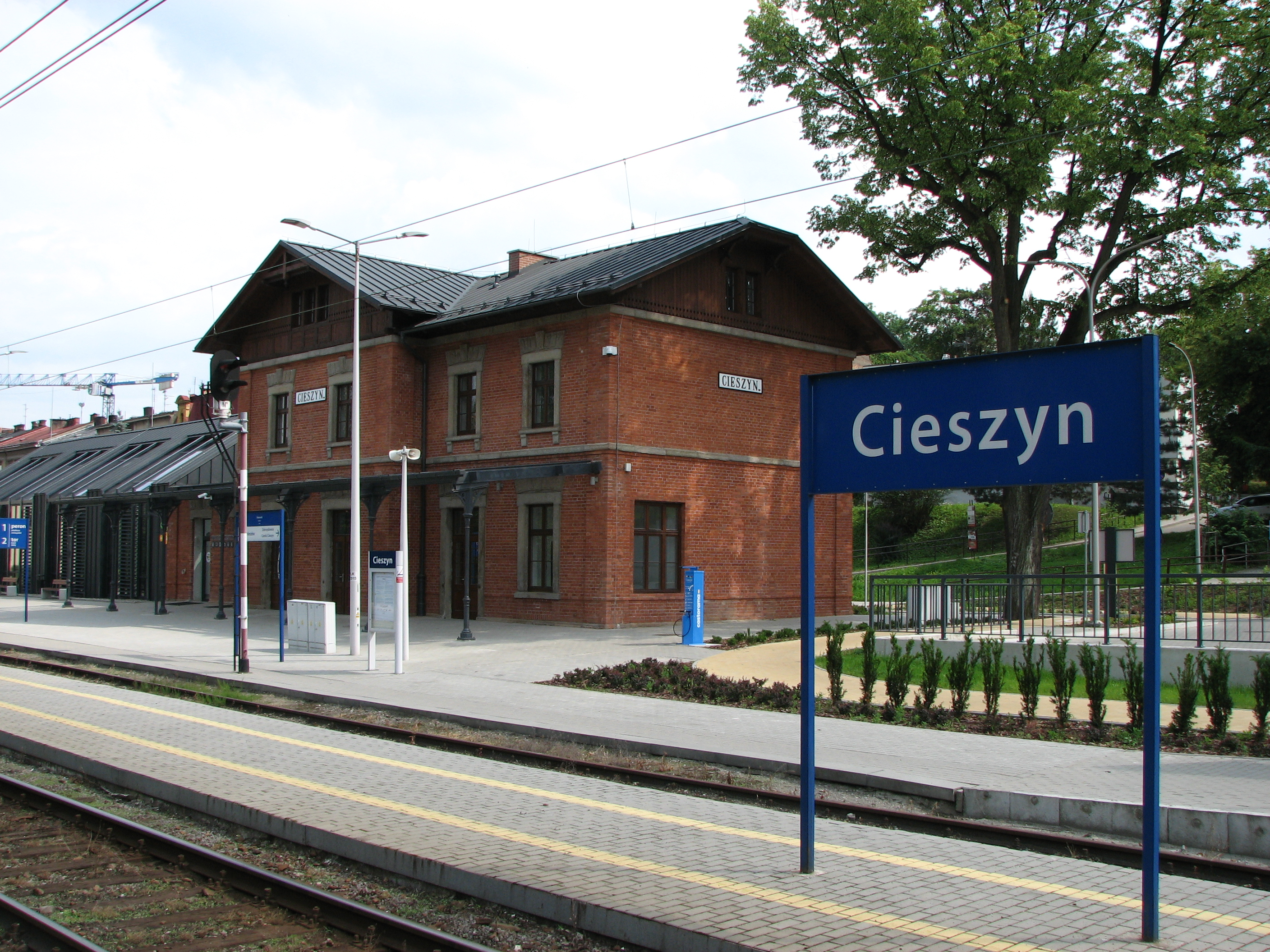
Cieszyn

## Vozový park
Na trati jsou výhradně používány motorové jednotky řady 814 (Regionova), případně také motorový vůz 842 s přípojným vozem Bdtn.